# Loxaspilates montuosa
Loxaspilates montuosa là một loài bướm đêm trong họ Geometridae.

## Hình ảnh

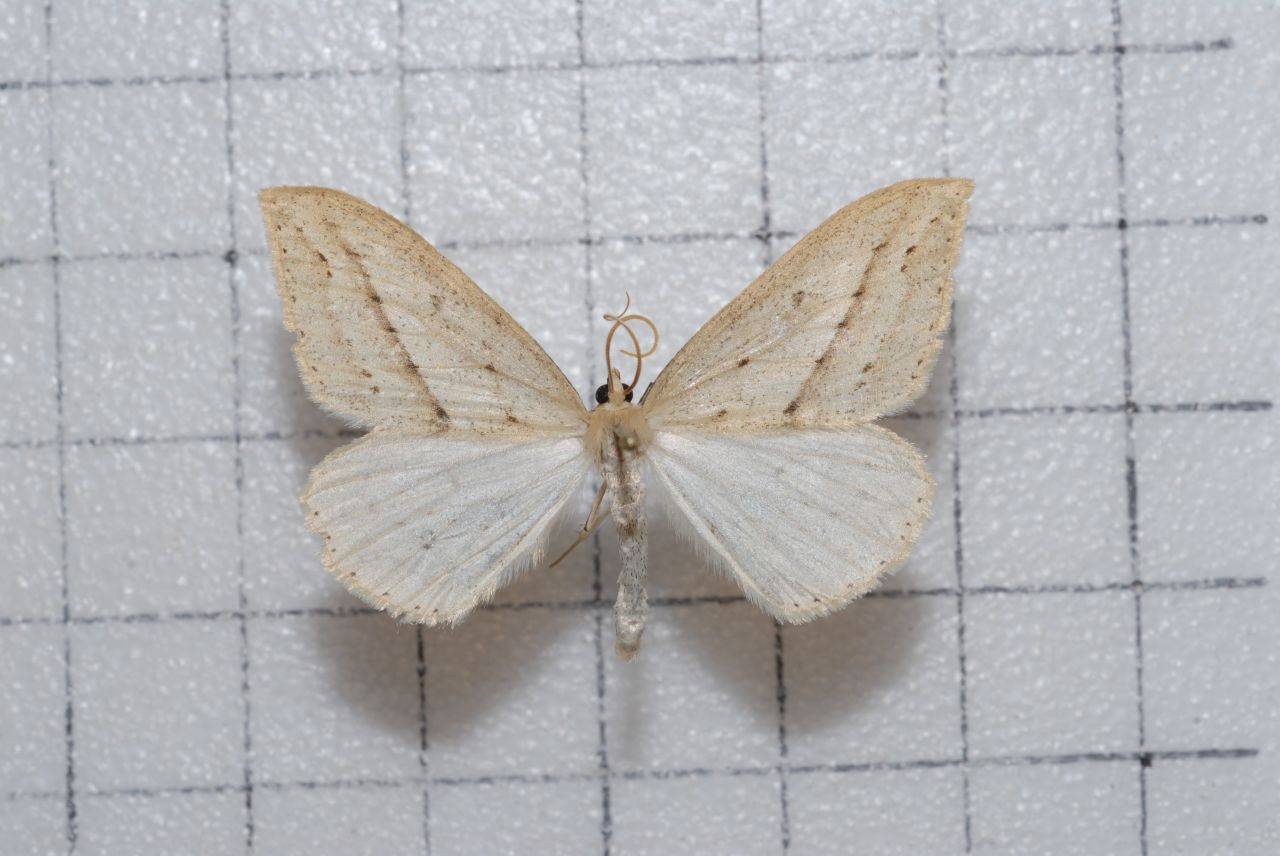
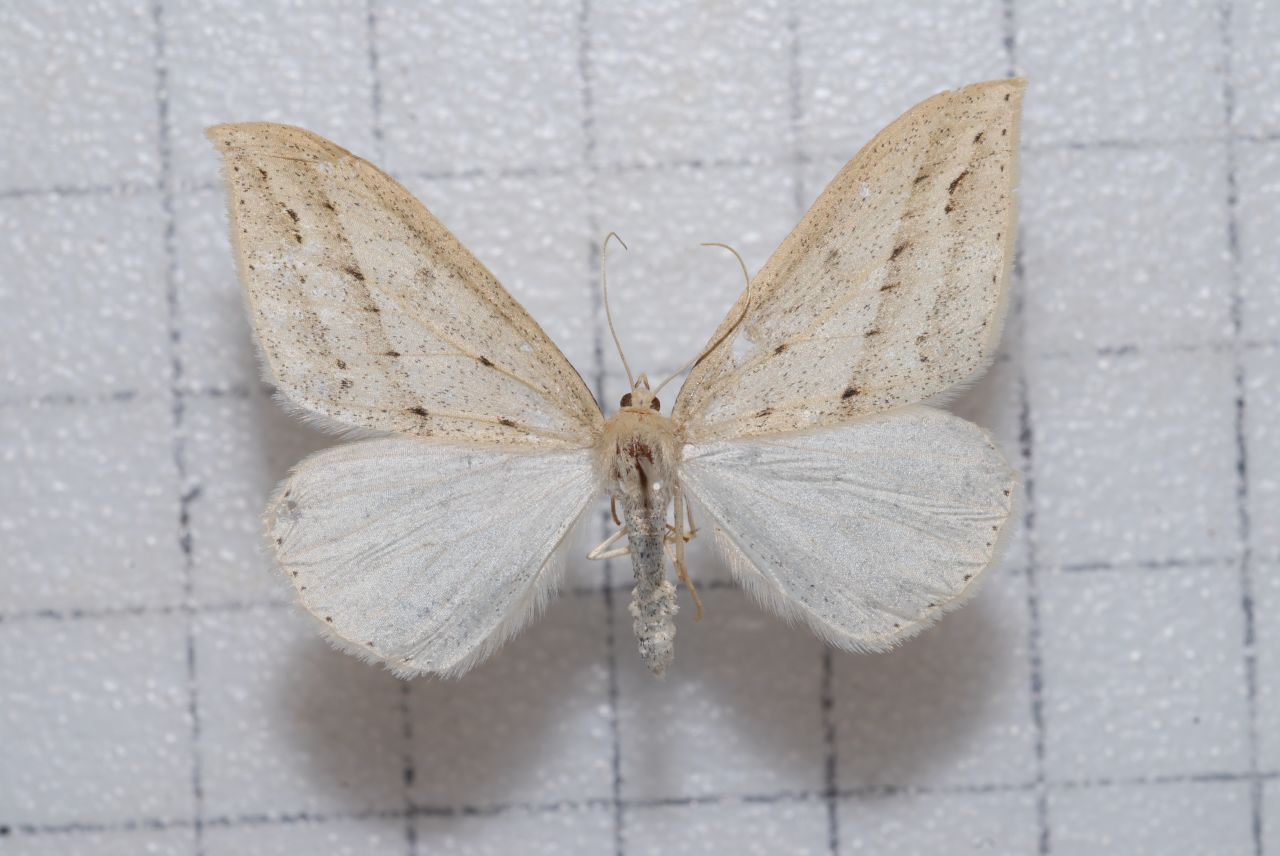
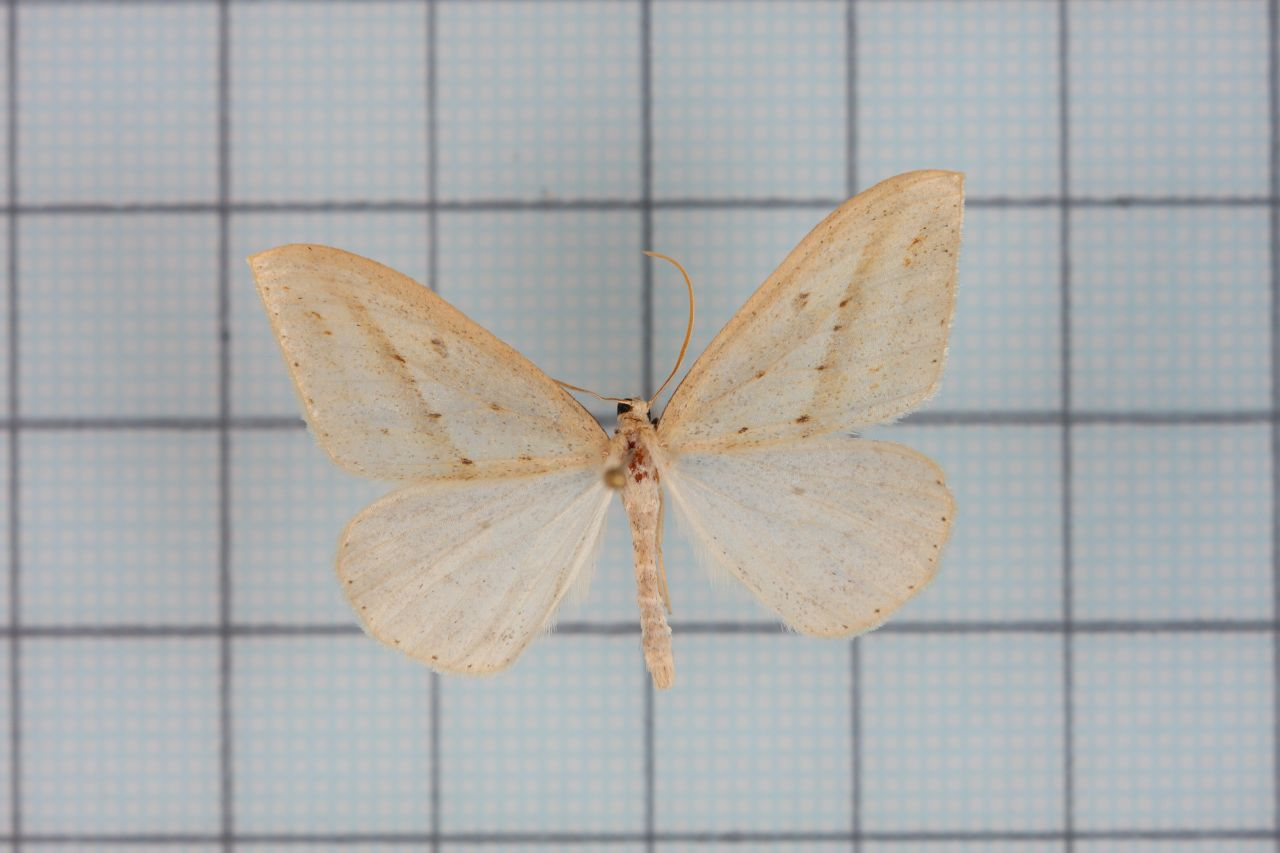